# Terrestra Silverstream

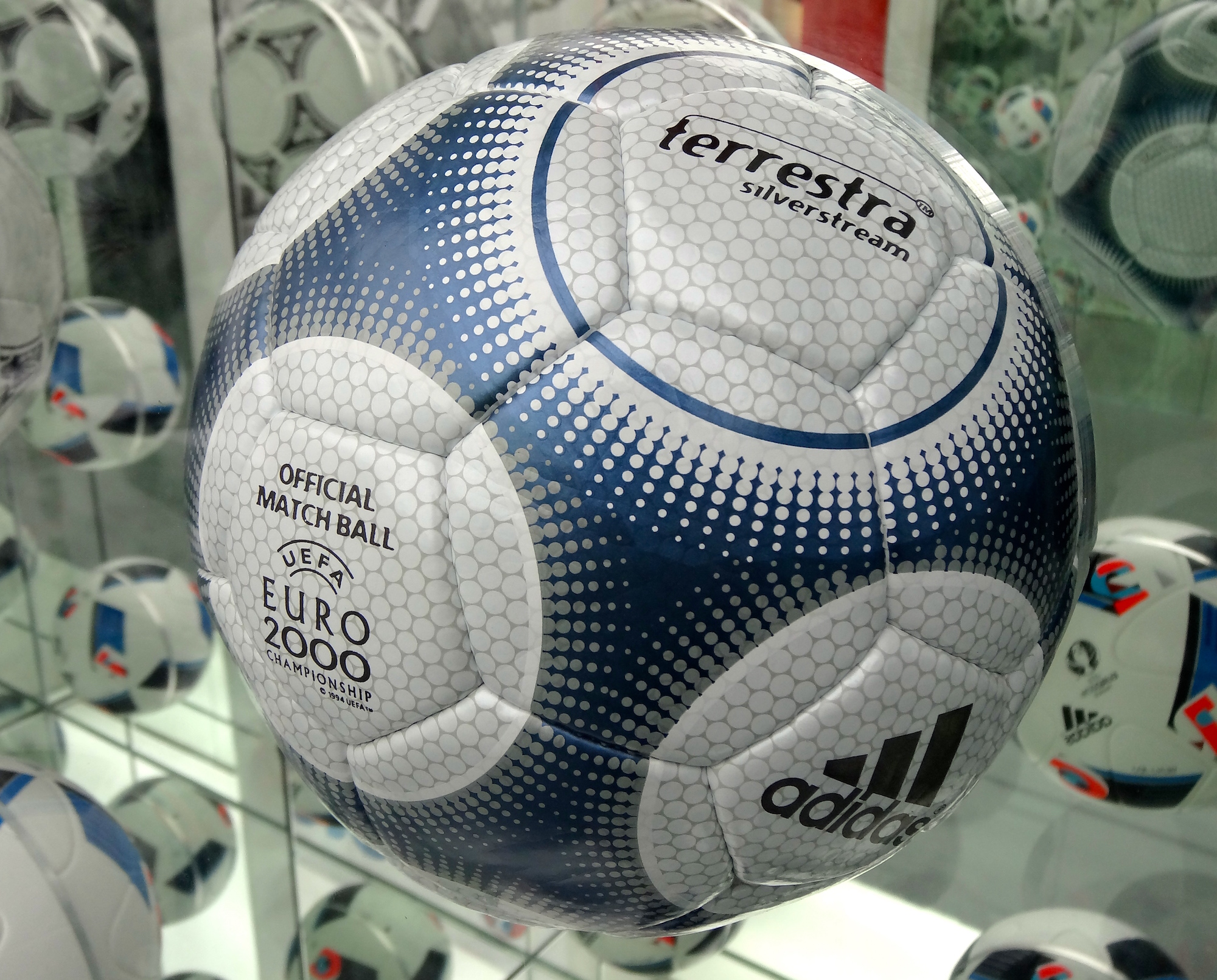
Terrestra Silverstream

Terrestra Silverstream – piłka futbolowa firmy Adidas wyprodukowana na potrzeby Mistrzostw Europy w Piłce Nożnej w 2000 roku. Nazwa nawiązuje do rzek w krajach gospodarzy i ich srebrzystego koloru - Holandii i Belgii.
Pod względem technologicznym piłka była ulepszoną wersją Tricolore i różniła się znacznie od dotychczas produkowanych. Warstwa zewnętrzna została wykonana z paneli z pianki poliuretanowej, która nadała przedmiotowi miękkość w dotyku i większą łatwość w prowadzeniu. Wewnętrzna strona wyłożona została warstwą ściśniętych mikrobalonów wypełnionych gazem, która miała zapewnić precyzyjny kierunek lotu po uderzeniu, jak i odpowiednio rozkładać siły podczas uderzenia nogą lub głową. Była pierwszą piłką testowaną w kosmosie.